# Batalla de Pancorbo

La batalla de Pancorbo se libró en 816, cuando el ejército árabe, enviado al norte por el emir Alhakén I y dirigido por Abd al-Karim ibn Abd al-Wáhid ibn Mughith, intentó cruzar el paso de Pancorbo.

## Antecedentes
El Emirato de Córdoba se encontraba en pleno conflicto ya que Alhakén I luchaba contra las pretensiones de sus tíos Sulaymán y Abd Al-lah ibn Abd ar-Rahman, que se habían rebelado tras la muerte de Hisham I.
La convulsión en el emirato fue aprovechada por los francos, en 798, Guillermo I de Tolosa convoca una asamblea (Dieta de Tolosa) a la que asisten Alfonso II de Asturias y Bahlul Ibn Marzuq para coordinar en nombre de Ludovico Pío las operaciones para conquistar al-Tagr al-Ala.
Esta revuelta fue aprovechada por el Reino de Asturias para atacar Lisboa y por Carlomagno para conquistar Barcelona e independizar Pamplona bajo la órbita francesa.
Los árabes, dirigidos por Muawiya ibn al-Hákam, hijo del emir Al-Hákam I, atacaron Álava y Castilla en 801 atravesando el Ebro y cruzando el paso de las Conchas, pero fueron sorprendidos por Velasco, el vasco profranco, que comandaba sus fuerzas, las de Jimeno, los pamploneses y posiblemente un contingente enviado por Sancho I de Gascuña, a Arganzón, donde prepararon una emboscada. Fue tal el alcance de la derrota que Muawiya ibn al-Hàkam se vio obligado a volver a Qúrtuba tras haber muerto sus mejores oficiales y posiblemente muchos de sus hombres.  
En 803, tropas vasconas y Banu Qasis atacaron y tomaron Tutila, capturando a Yusuf ibn Amrús, pero la ciudad y el valle fueron liberados por Amrus ben Yusuf. En 812, Seguín I, hermano mayor y sucesor de Sancho I de Gascuña, se rebeló y Luis I dirigió una expedición que llegaría a tierras del sur, instalando a Balask al-Yalasqi (Velasco el Gascón) en Pamplona.

## La batalla
Abd al-Karim ibn Abd al-Wáhid ibn Mughith dirigió la razia del 816 contra el Reino de Pamplona, en la que los musulmanes arrasaron el valle de Orón, pero Balask al-Yalasqi, señor de Pamplona, había pedido ayuda al Reino de Asturias.
La batalla duró trece días de combate sin tregua, en los que los vascones planearon la defensa en vados de ríos abruptos y barrancos, obstruyendo los accesos con maderos, trincheras y fosos cavados con sus propias armas, que los musulmanes no pudieron atravesar. Finalmente, los cristianos tomaron la ofensiva intentando cruzar el río, pero los musulmanes les cerraron el paso y cayeron sobre ellos con espadas y lanzas. La mayor parte de las víctimas murió al caerse por los acantilados.
Con las lluvias los cristianos quedaron sin abrigo ya que todas las obras de defensa habían sido destruidas y como los musulmanes se encontraron también en una situación difícil, ambos bandos se batieron en retirada.

## Consecuencias
La derrota vascona provocó una revuelta de los vascones contra la hegemonía franca, que estableció Íñigo Arista de Pamplona como el primer Rey de Pamplona, posteriormente Reino de Navarra.